# James Woods (esquiador)
James Woods (Sheffield, 19 de enero de 1992) es un deportista británico que compite en esquí acrobático, especialista en la prueba de slopestyle.
Ganó tres medallas en el Campeonato Mundial de Esquí Acrobático entre los años 2013 y 2019. Adicionalmente, consiguió  cinco medallas en los X Games de Invierno.
Participó en dos Juegos Olímpicos de Invierno, ocupando el cuarto lugar en Pyeongchang 2018 y el quinto en Sochi 2014.

## Medallero internacional
| Campeonato Mundial | Campeonato Mundial         | Campeonato Mundial | Campeonato Mundial |
| Año                | Lugar                      | Medalla            | Prueba             |
| ------------------ | -------------------------- | ------------------ | ------------------ |
| 2013               | Oslo/Voss (Noruega)        | Medalla de plata   | Slopestyle         |
| 2017               | Sierra Nevada (España)     | Medalla de bronce  | Slopestyle         |
| 2019               | Park City (Estados Unidos) | Medalla de oro     | Slopestyle         |

| X Games de Invierno | X Games de Invierno    | X Games de Invierno | X Games de Invierno |
| Año                 | Lugar                  | Medalla             | Prueba              |
| ------------------- | ---------------------- | ------------------- | ------------------- |
| 2013                | Aspen (Estados Unidos) | Medalla de bronce   | Slopestyle          |
| 2017                | Aspen (Estados Unidos) | Medalla de oro      | Big air             |
| 2017                | Oslo (Noruega)         | Medalla de bronce   | Slopestyle          |
| 2018                | Aspen (Estados Unidos) | Medalla de bronce   | Big air             |
| 2019                | Aspen (Estados Unidos) | Medalla de bronce   | Big air             |